# Ain't No Sunshine
"Ain't No Sunshine" pjesma je američkog pjevača i tekstopisca Billa Withersa s njegovog albuma Just as I Am objavljenog 1971. Producent pjesme bio je Booker T. Jones a objavljena je s pjesmom Harlem na B-strani. Withers pjeva i svira gitaru a na snimanju su sudjelovali Donald "Duck" Dunn na bas-gitari i Al Jackson, Jr. na bubnjevima. Pjesma je ubrzo postala veliki hit i popela se na treće mjesto Billboardove ljestvice.
Pjesma se može čuti i u filmu Notting Hill s Hughom Grantom i Juliom Roberts u glavnim ulogama. 

## Pozadina
Withersa je nadahnuo film redatelja Blakea Edwardsa Days of Wine and Roses iz 1962. da napiše pjesmu. U filmu su igrali Lee Remick i Jack Lemmon i njihove uloge su bile inspiracija za pjesmu.
U trećoj strofi se ponavlja riječ "I know" puno puta. Whiters je pvo mislio napisati više teksta u toj strofi, ali drugi glazbenici su ga odgovorili od toga tako da je ostavio tekst kao što je bio. 
Pjesma je prvo objavljena na B-strani uz pjesmu Harlem, no kada je pjesma Ain't No Sunshine puštana na radiju, odmah je postala hit.

## Cover-inačice
Tijekom godina pjesma je bila vrlo popularna među drugim pjevačima i veliki dio njih je napravio vlastitu inačicu pjesme Ain't No Sunshine, a postoji najmanje 144 poznate obrade pjesme. Na listi ispod je nekoliko sastava i pjevača koji su obradili pjesmu.
- Akon
- Al Green
- Barry White
- B.B. King
- Cat Stevens
- Eva Cassidy
- Fall Out Boy
- Gary Moore
- Isaac Hayes
- Ja Rule
- James Taylor
- Jeff Beck
- Joan Osborne
- Joe Cocker
- José Feliciano
- Joss Stone
- Justin Timberlake & Robyn Troup
- Kenny Rogers
- Lenny Kravitz
- Leonard Cohen
- Mark Knopfler & Al Jarreau
- Maroon 5
- Marvin Gaye
- Michael Bolton
- Michael Jackson
- Nancy Sinatra
- Neil Diamond
- Pastor Troy
- Paul McCartney
- Percy Sledge
- Richard Marx
- Rob Thomas & Carlos Santana
- Sting
- The Police
- The Temptations
- Tom Jones
- Tom Petty
- Tori Amos
- Tracy Chapman
- UB40
- Van Morrison
- Ziggy Marley